# Гелій-неоновий лазер

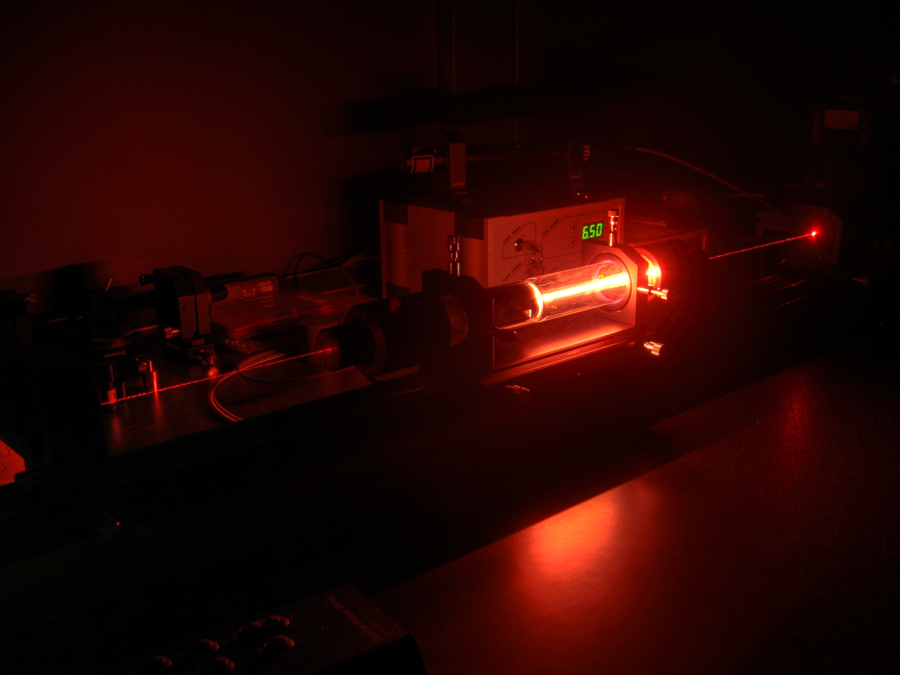
Гелій-неоновий лазер у лабораторії, Німеччина

Гелій-неоновий лазер або HeNe лазер — тип газового лазера, активне середовище якого містить суміш 85 % гелію та 15 % неону в невеликій капілярній трубці. Зазвичай цей лазер збуджується електричним розрядом прямого струму. Найбільше відомі та найбільше використовуються HeNe лазери, що працюють на довжині хвилі 632,8 нм, у червоній частині видимого спектра.

## Історія розробки
Перші HeNe лазери випромінювали інфрачервоне світло з довжиною хвилі 1,15 мкм. Вони були першими газовими лазерами. Однак, на лазер, що працював би у видимому діапазоні, мав більший попит, і було досліджено різні переходи в атомі неону, шукаючи ті, які могли б забезпечити інверсію заселеності. Перехід із довжиною хвилі 633 нм виявився найперспективнішим, він давав найбільше підсилення, що й зумовило вибір цієї частоти для HeNe лазерів. Однак можливі й інші довжини хвиль вимушеного випромінювання як у видимому так й інфрачервоному діапазонах, а використовуючи дзеркальні покриття з піковим відбиттям на цих довжинах хвилі, можна сконструювати HeNe лазери, що працювали б на цих переходах: червоні, оранжеві, жовті та зелені. Переходи, що підтримують вимушене випромінювання відомі в широкому діапазоні від 100 мкм в далекому інфрачервоному до 540 нм у видимому. Оскільки видимі переходи мають дещо менше підсилення, лазери, які їх використовують, загалом менш ефективні та дорожчі. Перехід з довжиною хвилі 3,39 мкм забезпечує дуже добре підсилення, але на заваді стають великі втрати в резонаторі та дзеркалах на цій довжині хвилі. Однак у дуже потужних HeNe лазерах із довгими резонаторами на довжині хвилі 3,39 мкм виникає суперлюмінісценція, що заважає роботі лазера, відбираючи в активного середовища енергію і потребуючи придушення. Найбільше відомі і найчастіше використовуються HeNe лазери, що працюють на довжині хвилі 632,8 нм, у червоній частині видимого спектра. Цей лазер розробили в Bell Telephone Laboratories у 1962 році через 18 місяців після піонерської демонстрації у тій же лабораторії першого інфрачервоного гелій-неонового газового лазера у грудні 1960-го.

## Будова і принцип дії

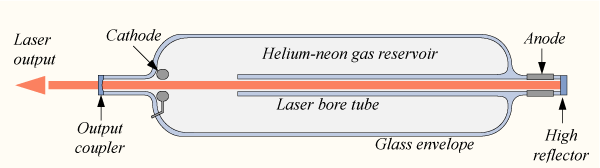
Схематична діаграма гелій-неонового лазера

Активне середовище лазера є сумішшю гелію та неону в газовому стані у співвідношенні приблизно 10:1 у скляній посудині з низьким тиском. В основному суміш містить гелій, і збуджуються в першу чергу саме атоми гелію. Збуджені атоми гелію стикаються з атомами неону й передають збудження частині з них, змушуючи їх випромінювати світло з довжиною хвилі 632,8 нм. Без гелію атоми неону збуджувалися б здебільшого в стани з низькою енергією, що відповідають лініям, які не годяться для лазера. Неоновий лазер без гелію сконструювати можна, але без такого шляху передачі енергії це набагато складніше. Тому HeNe лазер, що втратив гелій (наприклад, через дифузію крізь спайку в склі), утратить функціональність як лазер, тому що ефективність накачування стане надто малою. Енергію або накачування лазер отримує від високовольтного газового розряду, що проходить через газ між поміщеними в трубку електродами (анодом та катодом). Для функціонування лазера потрібен постійний струм, типово від 3 до 20 мА . Резонатор лазера зазвичай складається з двох увігнутих дзеркал, або одного плоского й одного увігнутого, що мають дуже високий (типово 99.9 %) коефіцієнт відбиття. Вихідне дзеркало дозволяє приблизно 1 % пропускання світла.

Комерційні HeNe лазери порівняно невеликі, серед газових лазерів, вони мають типову довжину від 15 см до 50 см (але іноді до 1 метра, коли потрібна велика потужність) та потужність від 0,5 to 50 міліват.

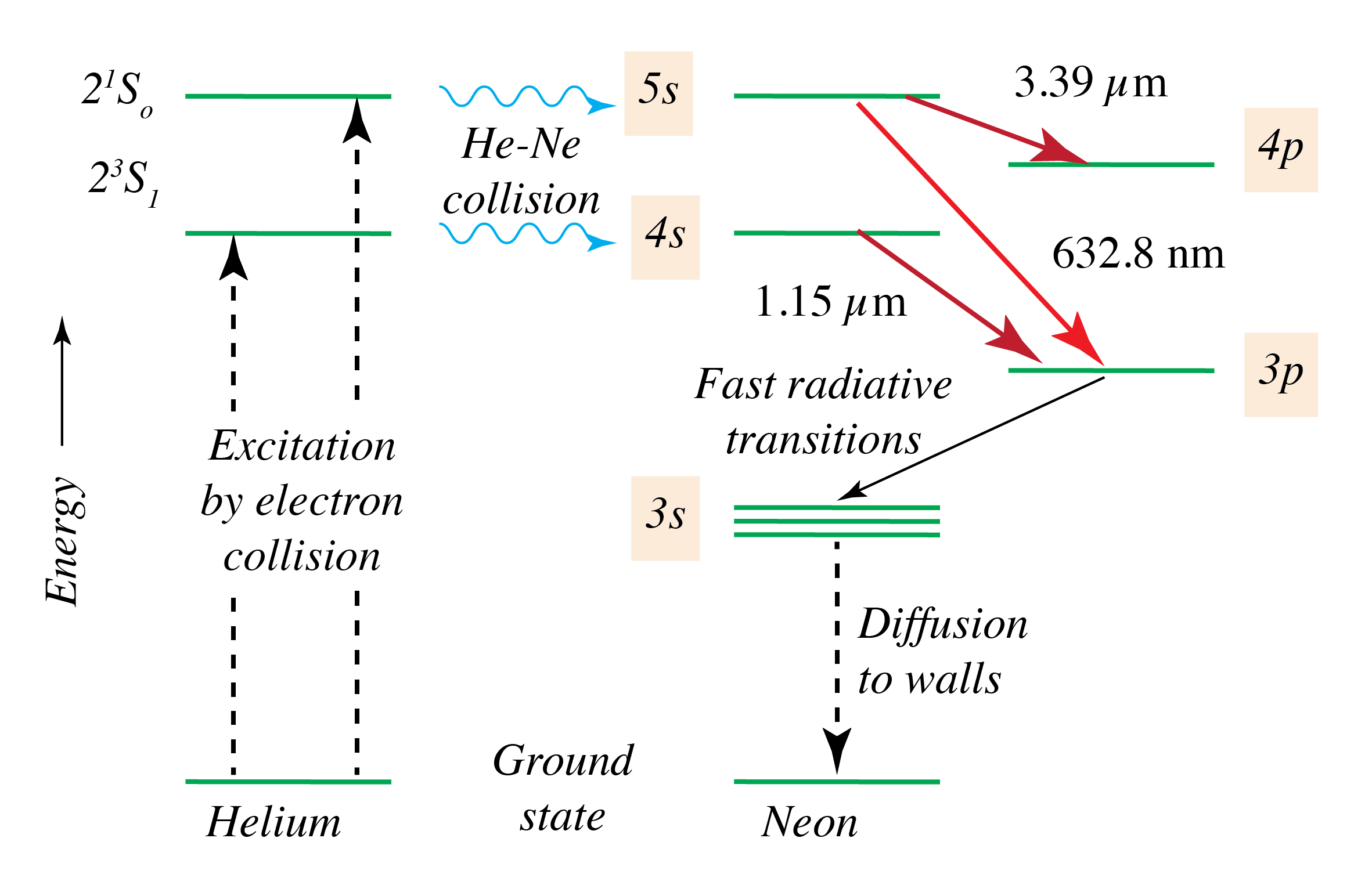
Енергетичні рівні гелій-неонового лазера

Довжина хвилі червоного HeNe лазера — 633 нм, у вакуумі, власне, 632,991 нм, в повітрі 632,816 нм. Довжина хвилі мод вимушеного випромінювання лежить в діапазоні 0,001 нм вище та нижче цього значення, але довжини хвиль цих мод плавають в межах діапазону через теплове розширення та стискання резонатора. Стабілізовані по частоті варіанти дозволяють закріпити довжину хвилі окремої моди з точністю 1 до 108. Для цього використовується метод порівняння двох поздовжніх мод з різною поляризацією. Стабілізація частоти лазера з точністю до 2,5 на 1011 можлива при використанні комірки поглинання з йодом.
Механізм, що забезпечує інверсну заселеність та підсилення світла в плазмі HeNe лазера опирається на непружні зіткнення енергетичних електронів з атомами гелію в основному стані. Як показано на діаграмі рівнів, ці зіткнення переводять атоми гелію з основного стану в збуджені метастабільні стани з великим часом життя: 23S1 та 21S0 (число 2 попереду позначення елемента показує, що його електрон перебуває в стані з квантовим числом n = 2). Завдяки вдалому збігові між енергетичними рівнями двох метастабільних станів гелію та 5s2 і 4s2 (нотація Пашена) рівнями атома неону, зіткнення між цими метастабільними атомами гелію та атомами неону в основному стані призводить до селективної й ефективної передачі енергії збудження від гелію до неону. Цей процес передачі енергії збудження задається рівняннями реакції:
He*(23S1) + Ne1S0 → He(1S0) + Ne*4s2 + ΔE, та: He*(21S) + Ne1S0 + ΔE → He(1S0) + Ne*5s2,
де (*) позначає збуджений стан, а ΔE є малою різницею між енергіями стану двох атомів, порядку 0,05 еВ або 387 см−1, що береться з кінетичної енергії. Передача енергії збудження збільшує заселеність 4s2 та 5s2 рівнів неону на порядки. Коли заселеність цих двох рівнів перевищує заселеність відповідного рівня в неоні з нижчою енергію , 3p4, з яким у них існує оптичний зв'язок, виникає інверсна заселеність. Середовище готове до підсилення світла у вузькій смузі навколо 1,15 мкм (ця смуга відповідає переходу 4s2 → 3p4) та у вузькій смузі на 632,8 нм (ця смуга відповідає переходу 5s2 → 3p4). Рівень 3p4 ефективно спорожнюється швидким випромінюванням у стан 1s, і атом зрештою переходить в основний стан.
Залишається тільки використати оптичне підсилення, створивши оптичний осцилятор, поміщаючи на кінцях активного середовища дзеркала й змушуючи хвилю пробігати туди-сюди й набирати з кожним пробігом потужності, що перевищувала б дифракційні втрати та на дзеркалах. Коли ці умови виконуються для однієї або кількох поздовжніх мод, випромінювання на частотах цих мод швидко наростає доти, доки не досягне насичення. Як наслідок утворюється стабільний неперервний лазерний промінь, що виривається на світ божий через переднє дзеркало (зазвичай із 99%-им відбиттям).

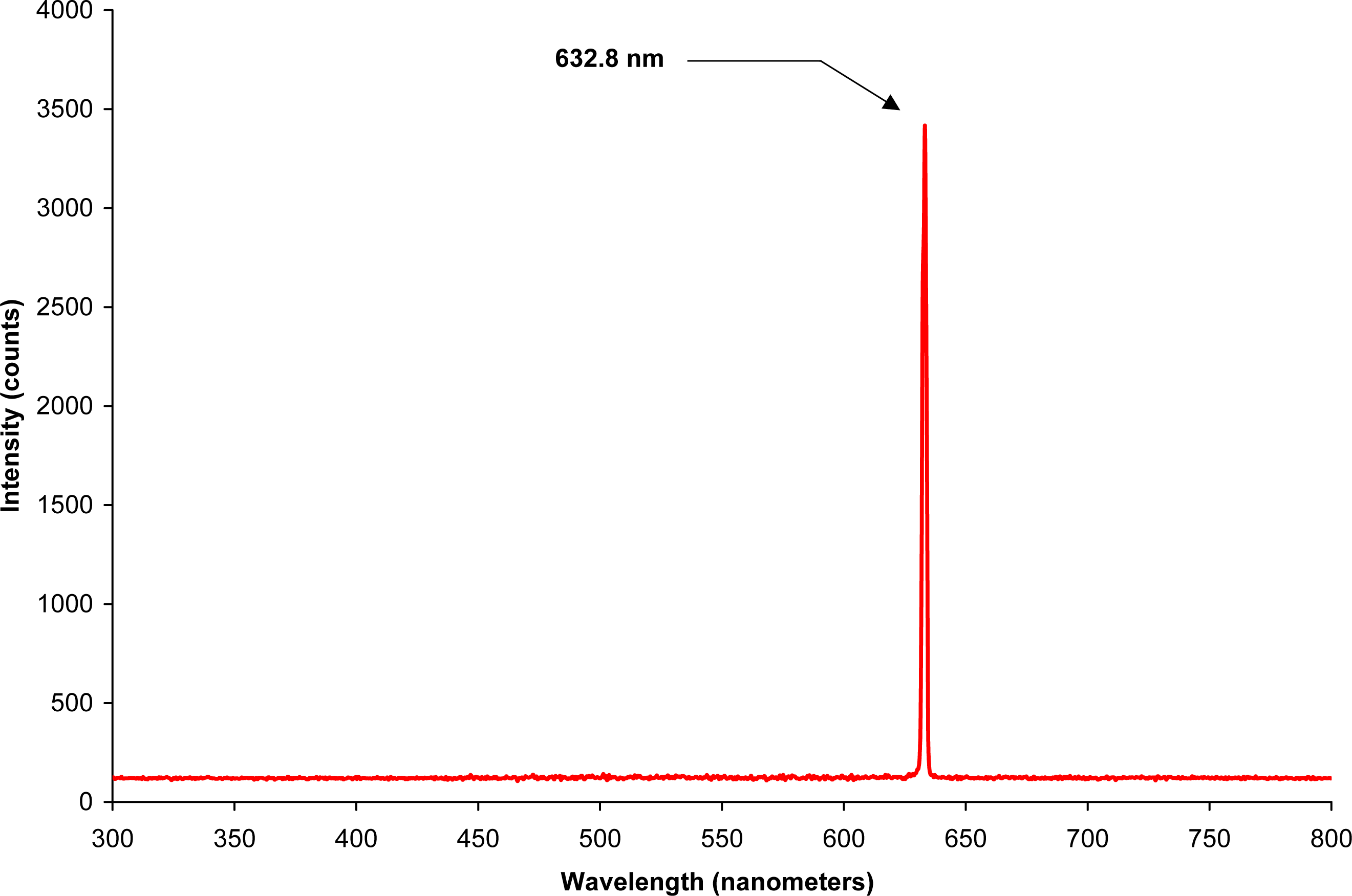
Спектр гелій-неонового лазера, що ілюструє високу спектральну чистоту (обмежену роздільністю детектора). Смуга вимушеного випромінювання шириною 0,002 нм більш ніж 10 000 разів вужча ніж спектральна ширина світлодіода (спектр якого показано тут для порівняння), а ширина смуги однієї поздовжньої моди ще менша.

Ширина смуги підсилення HeNe лазера визначається в основному доплерівським розширенням, а не уширенням, зв'язаним із тиском, який у газі малий. Тому вона доволі вузька: тільки приблизно 1,5 ГГц для переходу з довжиною хвилі 633 нм. Резонатор з типовою довжиною від 15 см до 50 см дозволяє одночасно від 2 до 8 поздовжніх мод (однак існують одномодові лазери, що використовуються для особливих потреб). Вимий діапазон, велика довжина когерентності та висока якість світла роблять гелій-неонові лазери корисним джерелом для голографії та стандартом довжини хвилі для спектроскопії. Стабілізований HeNe лазер також корисний стандарт для точного визначення метра.

## Застосування
Червоні гелій-неонові лазери знайшли численні застосування в промисловості та науці.
До винаходу дешевих лазерних діодів червоні HeNe лазери широко використовувалися для зчитування штрих кодів у супермаркетах. Лазерні гіроскопи використовували HeNe лазери в кільцевій конфігурації. Іншим колишнім застосуванням були програвачі Laserdisc фірми Pioneer.
HeNe лазери продовжують працювати в освітніх та дослідницьких лабораторіях. Перевагами цих лазерів є відносна дешевизна та простота обслуговування порівняно з іншими лазерами видимого діапазону, що мають аналогічні вихідні промені високої просторової когерентності.